# Carex meyenii
Carex meyenii là một loài thực vật có hoa trong họ Cói. Loài này được Nees mô tả khoa học đầu tiên năm 1843.

## Hình ảnh

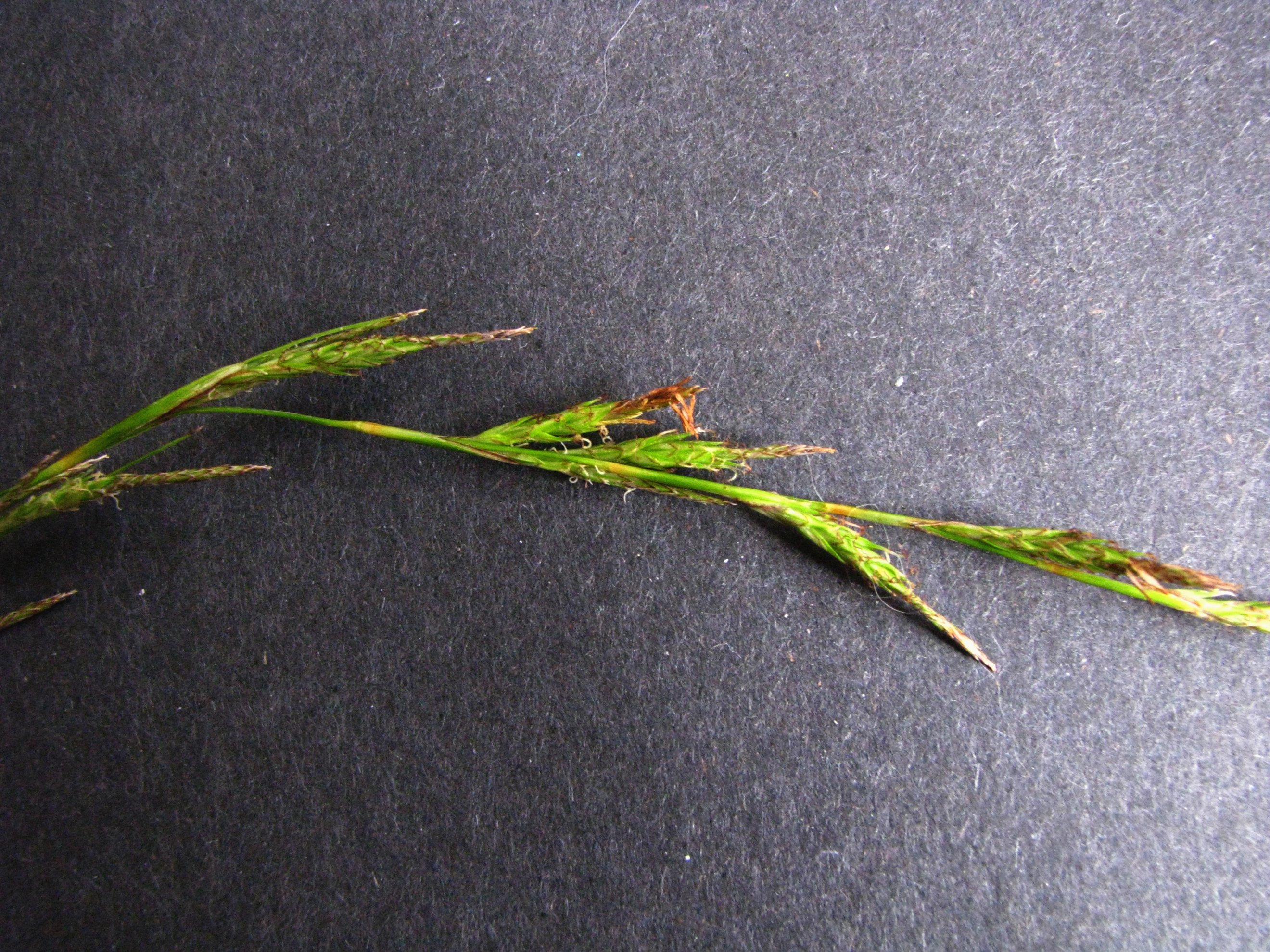
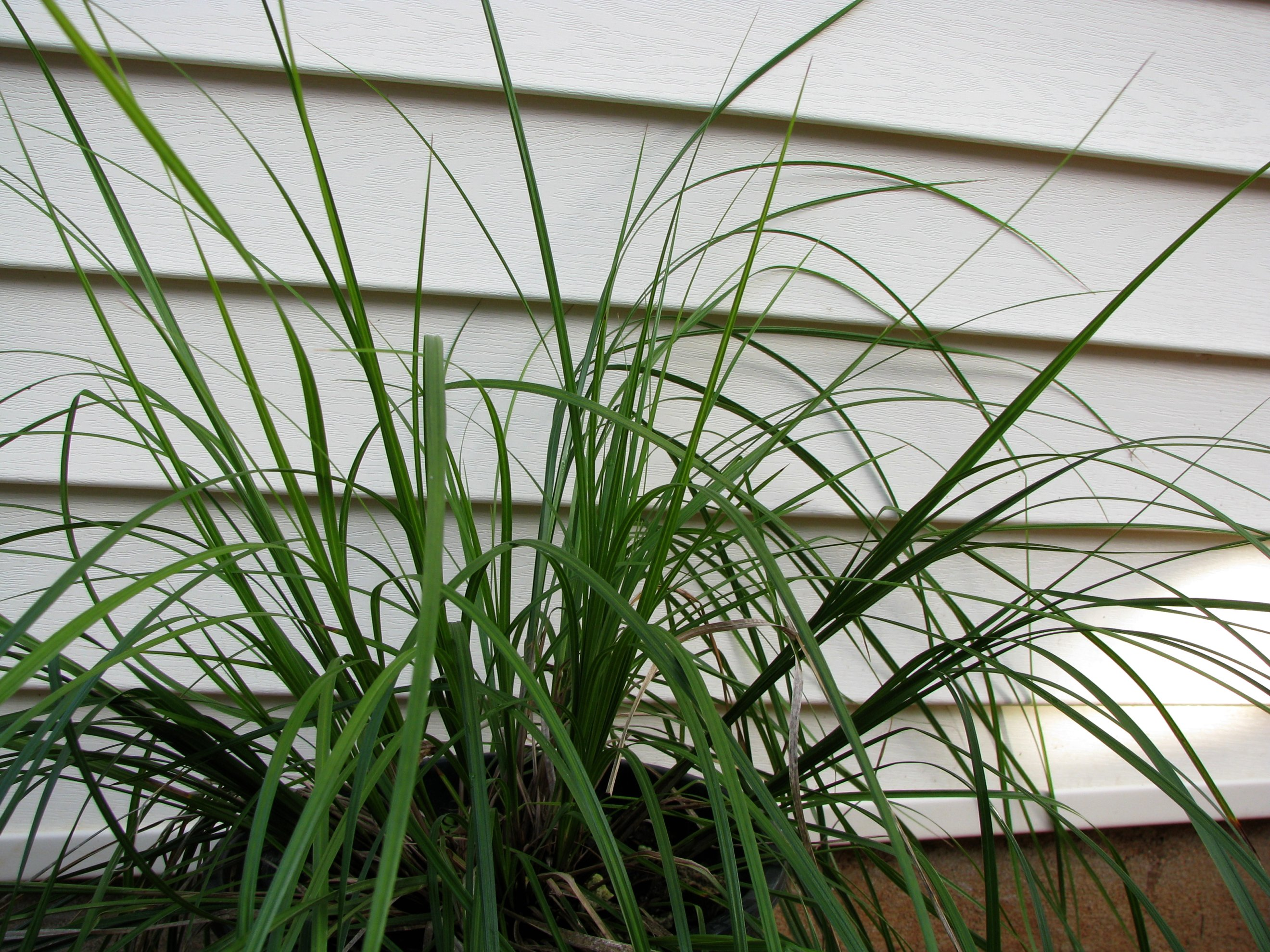
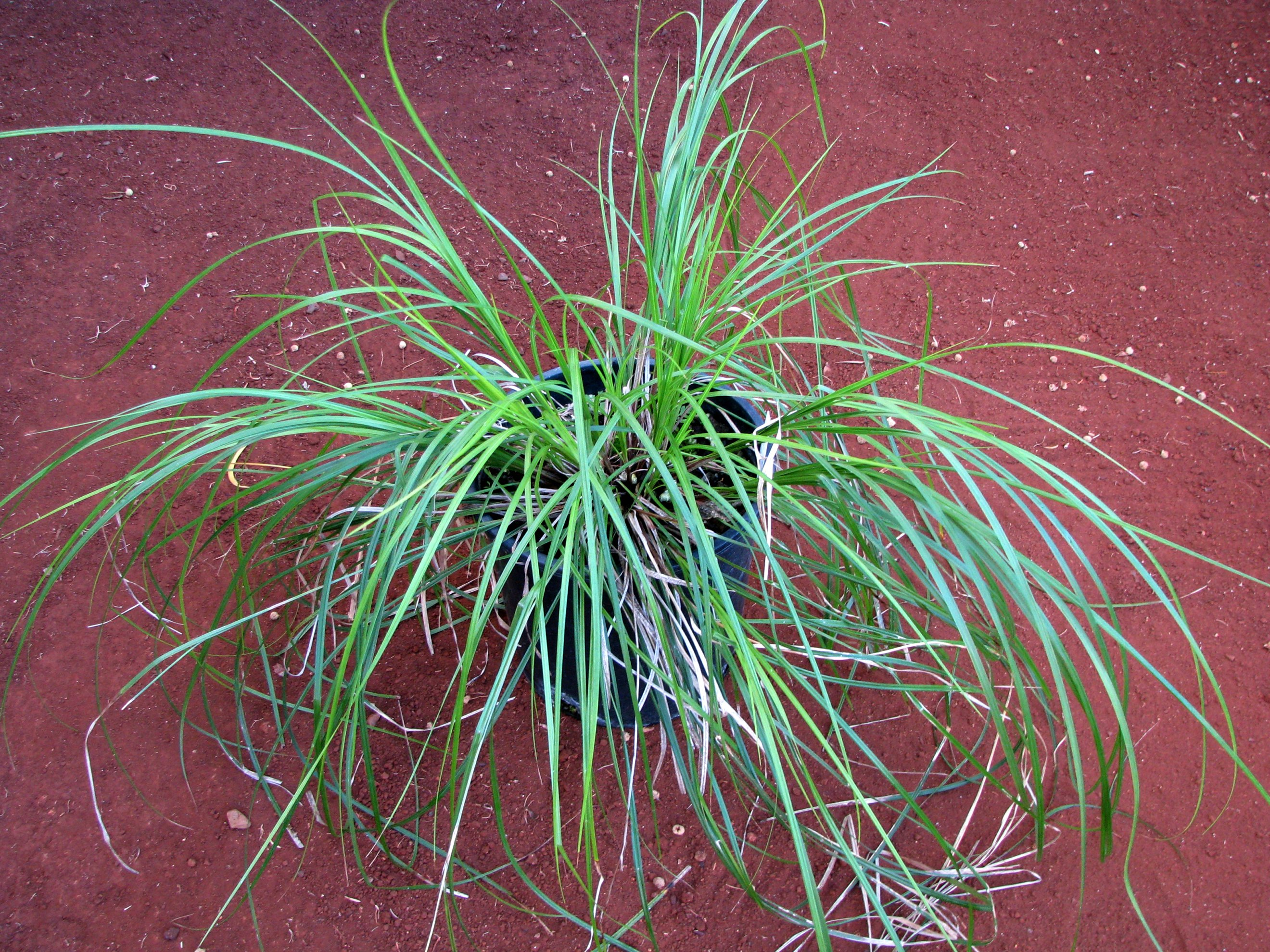
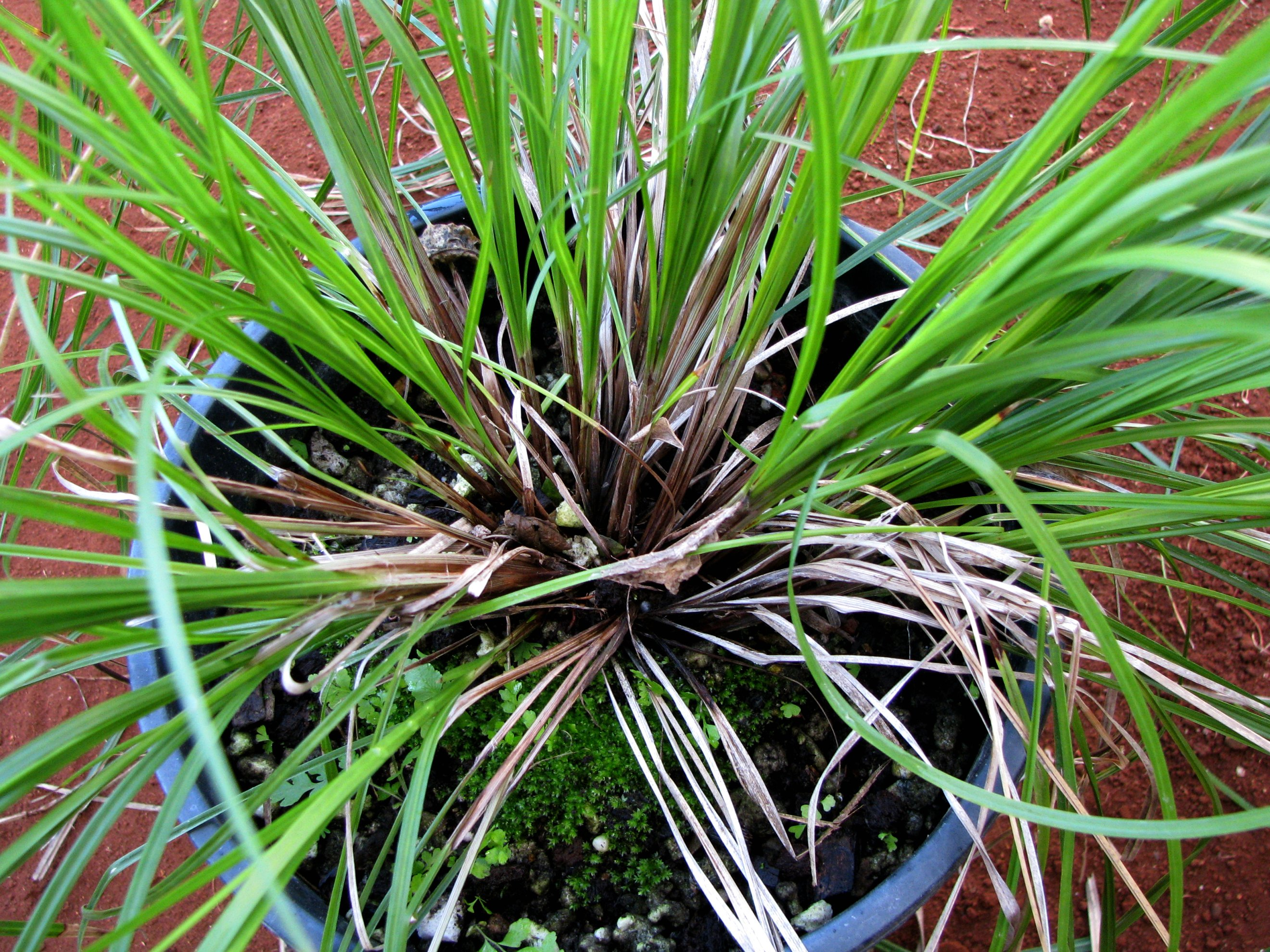